# Am Eichberg 26

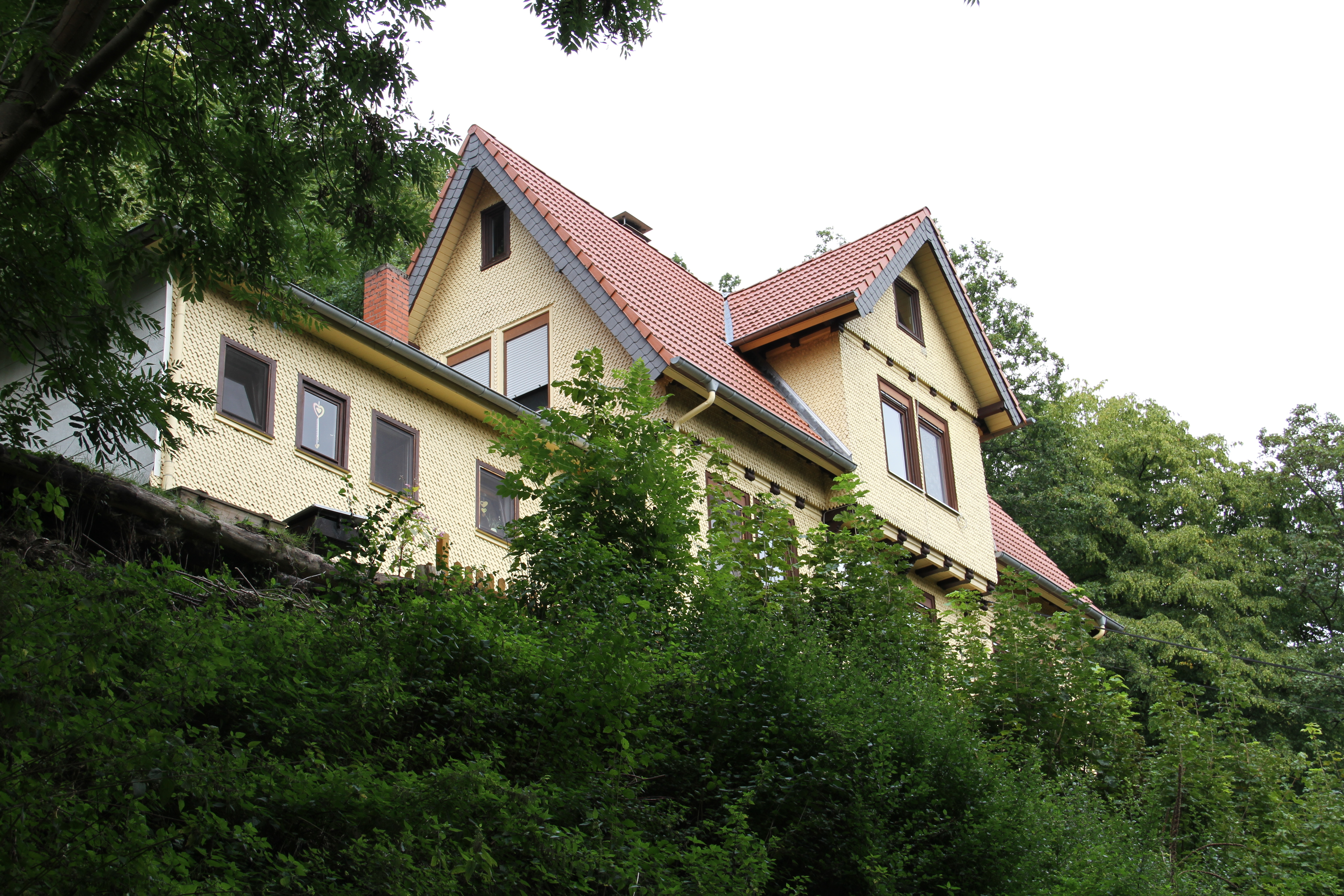
Gebäude Am Eichberg 26 in Lauterbach

Das Haus Am Eichberg 26 in Lauterbach, einer Stadt im Vogelsbergkreis in Hessen, wurde 1886 errichtet. Das Wohnhaus ist ein geschütztes Baudenkmal.

## Geschichte
Das Haus wurde für den aus England stammenden Ingenieur Harry Skinner errichtet, der am Bau der Bahnstrecke Gießen–Fulda beteiligt war. Nach 1928 diente das Gebäude für einige Zeit als Jugendherberge. Das Haus ist vom Stil des romantischen Historismus inspiriert.

## Beschreibung
Das Haus am Hang des Eichbergs besitzt ein massives Erdgeschoss und ein mit Schindeln verkleidetes Fachwerkobergeschoss. Auf dem steilen Satteldach sitzt ein vorkragendes Zwerchhaus. Links steht etwas zurückversetzt das ehemalige Gartenhaus, dessen massives Erdgeschoss mit einer Eckquaderung aus Sandstein versehen ist. Es ist mit der Jahreszahl 1822 bezeichnet.